# Пилтенская область
Пилтенская область или Пилтенский округ (латыш. Piltenes apgabals; нем. Kreis Pilten; пол. Powiat Piltynski) — бывшая автономная территория Курляндского епископства. После церковной реформации и распада Ливонской Конфедерации был продан Дании. Короткое время принадлежал ливонскому королю Магнусу. До 1609 года принадлежала Прусскому герцогству. В 1656 году территория отошла во владение герцогу Якобу фон Кеттлеру с автономными правами. В 1717 году отошла польскому королю. В 1795 году присоединена к России. Была частью Курляндской губернии как Пильтенский уезд. В 1818—1819 году уезд ликвидирован, его территория разделена между Газенпотским, Тальсенским и Виндавским уездами.